# Parafia Matki Zbawiciela w Gnieźnie
Parafia pod wezwaniem Matki Zbawiciela w Gnieźnie – rzymskokatolicka parafia należąca do archidiecezji gnieźnieńskiej.
Kaplica parafialna mieści się na osiedlu Dalki, przy ulicy Antoniego Ludwiczaka w neorenesansowym budynku dawnego Uniwersytetu Ludowego z 1919–1920, w którym uczył się Stanisław Mikołajczyk.

## Zasięg parafii
Parafia obejmuje swym zasięgiem następujące ulice osiedla Dalki:

Agrestowa, Akacjowa, Brzoskwiniowa, Brzozowa, Bukowa, Czereśniowa, Gajowa, Gronowa, Jabłoniowa, Jagodowa, Jaśminowa, Jaworowa, Jeżynowa, Kasztanowa, Lipowa, ks. Antoniego Ludwiczaka, Morelowa, Orzechowa, Porzeczkowa, Prosta, Skrajna, Śliwowa, Wiśniowa oraz wieś Dalki (osiedla Czerniejewskie, Ogrodowe, Podgórne, Skalne, Warzywne i Cieniste oraz Dalki Góry).

## Proboszczowie parafii Matki Zbawiciela
- ks. Ryszard Kopczyński (wówczas nie była to jeszcze parafia, 1995–1997)
- śp. ks. Alojzy Święciochowski (1997–2009)
- ks. Konstanty Mrozek (2009–2016)
- ks. Bogumił Czuliński (2016–2022)
- ks. Franciszek Jabłoński (od 2022)

## Grupy parafialne
Żywy Różaniec, Ministranci, Lektorzy, Schola Dziecięca, Parafialne Koło Caritas